# ميخائيل وين
ميخائيل وين (بالإنجليزية: Michael Winn)‏ هو كاتب أمريكي، ولد في 1951.